# Gabonese presidentsverkiezingen (2016)

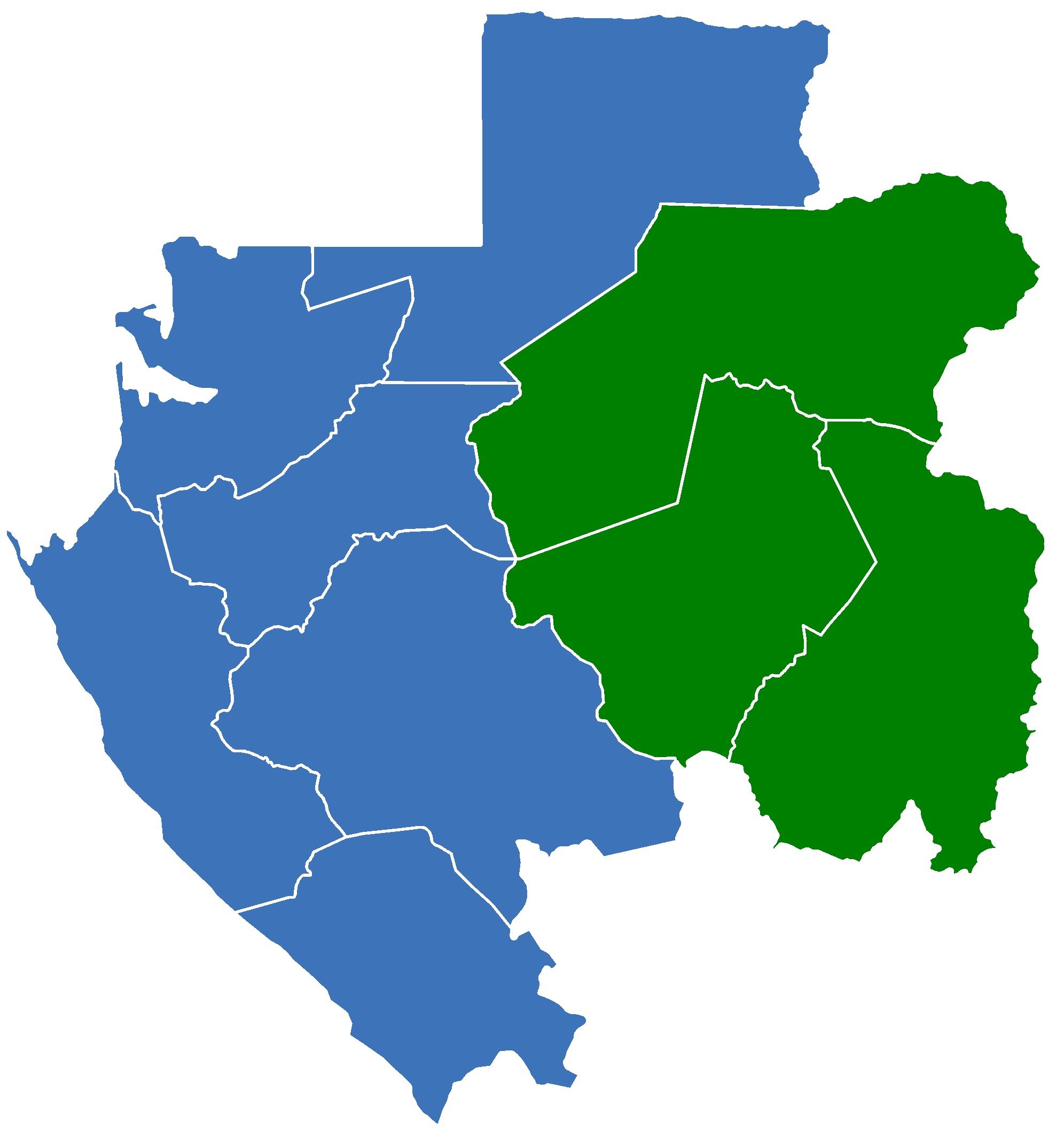
De kiesdistricten gewonnen door Ali Bongo zijn groen gekleurd, de door Jean Ping gewonnen districten zijn blauw gekleurd.

De Gabonese presidentsverkiezingen van 2016 vonden op 27 augustus plaats en werden gewonnen door zittend president Ali Bongo (zoon van de in 2009 overleden president Omar Bongo die 49,80% van de stemmen zou hebben gekregen en daarbij net iets meer stemmen had gekregen dan zijn rivaal, Jean Ping (die bleef steken op 48,23%). Na het bekendmaken van de uitslag vonden er demonstraties en rellen plaats waarbij onder andere het parlement in brand werd gestoken. De officiële uitslag werd verworpen door oppositiekandidaat Ping die zichzelf tot winnaar van de verkiezingen had uitgeroepen. Internationale waarnemers concludeerden dat de verkiezingen oneerlijk waren verlopen. Ondanks dat Jean Ping de uitslag aanvocht bij het constitutioneel hof, werd de uitslag met Bongo als winnaar eind september formeel bekrachtigd.

## Uitslag

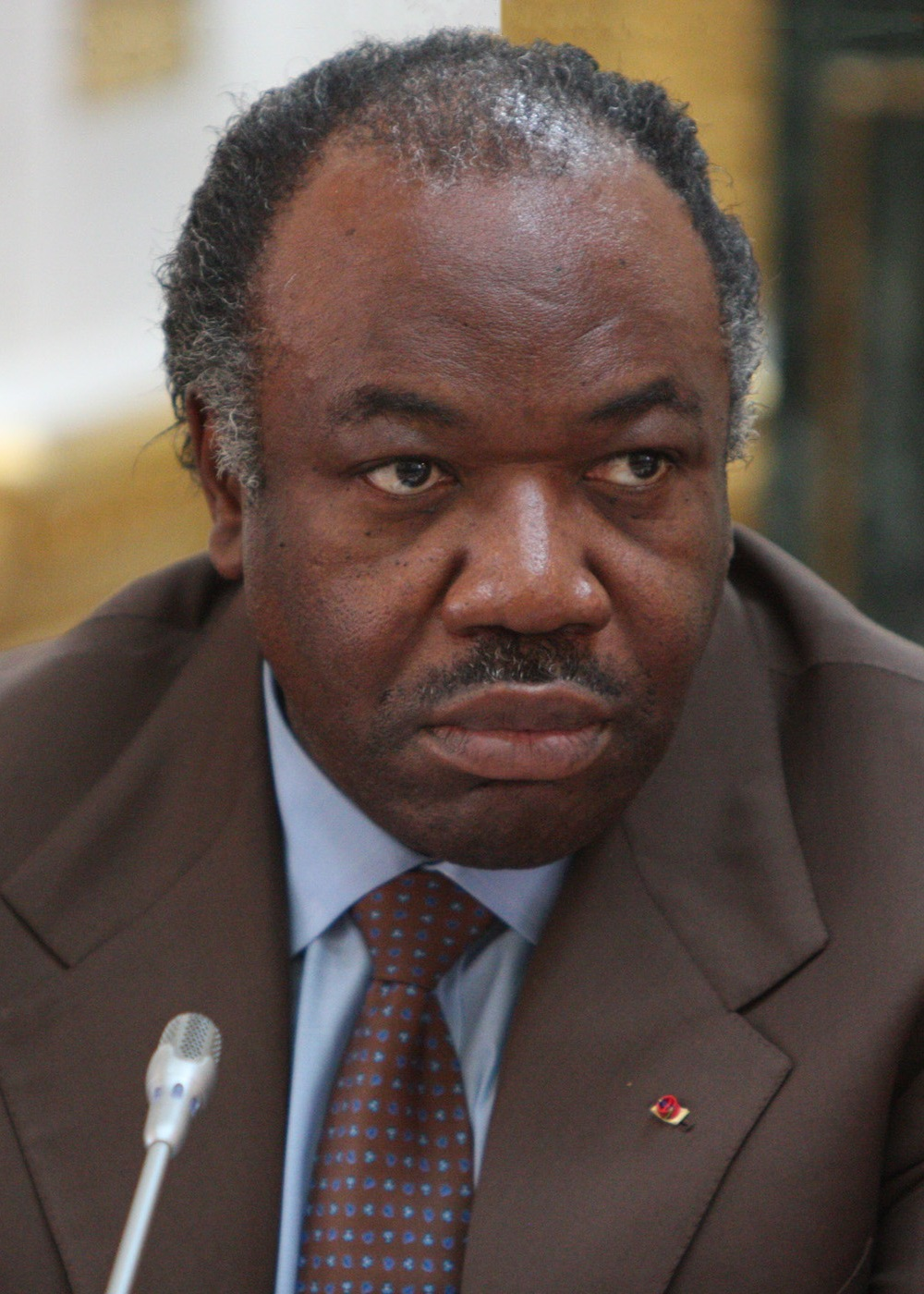
Gabonese presidentsverkiezingen
27 augustus 2016
Winnaar: Ali Bongo Ondimba — PDG
Stemmen: 315.335
49.80%

| Kandidaat                                        | Kandidaat                       | Partij                                      | Stemmen | %      |
| ------------------------------------------------ | ------------------------------- | ------------------------------------------- | ------- | ------ |
|                                                  | Ali Bongo Ondimba               | Parti démocratique gabonais                 | 177.722 | 49,80  |
|                                                  | Jean Ping                       | Front uni de l'opposition pour l'alternance | 172.128 | 48,23  |
| Overige kandidaten                               | Overige kandidaten              | Overige kandidaten                          | 7.040   | 1,96   |
| Totaal                                           | Totaal                          | Totaal                                      | 356.890 | 100,00 |
|                                                  |                                 |                                             |         |        |
| Geldige stemmen                                  | Geldige stemmen                 | Geldige stemmen                             | 356.890 | 95,60  |
| Ongeldige stemmen/ Blanco                        | Ongeldige stemmen/ Blanco       | Ongeldige stemmen/ Blanco                   | 16.420  | 4,40   |
| Totaal aantal stemmen                            | Totaal aantal stemmen           | Totaal aantal stemmen                       | 373.310 | 100,00 |
| Geregistreerde kiezers/ Opkomst                  | Geregistreerde kiezers/ Opkomst | Geregistreerde kiezers/ Opkomst             | 627.805 | 59,46  |
| Bron: Gabonese ministerie van Binnenlandse Zaken |                                 |                                             |         |        |